# مجزرة الدامور
مجزرة الدامور هي مجزرة وقعت في 20 يناير 1976 خلال الحرب الأهلية اللبنانية. هاجم مقاتلو الحركة الوطنية اللبنانية ومنظمة التحرير الفلسطينية بلدة الدامور المسيحية.وقتل جزء من سكان البلدة أثناء القتال وفي مجزرة لاحقة وأجبر باقي السكان على الفرار بحراً حيث كانت الطرق مقطوعة.

## الخلفية
كانت مذبحة الدامور ردًا على مذبحة الكرنتينا في 18 يناير 1976 والتي قتل فيها الكتائب، وهي ميليشيا يمينية ذات أغلبية مسيحية، ما بين 1000 إلى 1500 شخص.
وكانت ميليشيات الأحرار والكتائب المتمركزة في الدامور ودير النعمة قد قطعت الطريق الساحلي المؤدي إلى جنوب لبنان والشوف، مما جعلها تشكل تهديداً لمنظمة التحرير الفلسطينية وحلفائها اليساريين والقوميين في الحرب الأهلية اللبنانية.
وقد حدث ذلك كجزء من سلسلة من الأحداث خلال الحرب الأهلية اللبنانية حيث انضم الفلسطينيون إلى القوات الإسلامية، في سياق الانقسام المسيحي الإسلامي، وسرعان ما تم تقسيم بيروت على طول الخط الأخضر، مع الجيوب المسيحية إلى الشرق والمسلمين إلى الغرب.

## الأحداث
هاجم المقاتلون فلسطينيون ولبنانيون بلدة الدامور ودار قتال على أطراف البلدة بين (المقاتلين الفلسطينيين ضد مسلحي حزب الكتائب) وتمكن المقاتلون الفلسطينيون من اجتياح البلدة وقام المقاتلين الفلسطينيين بأعدام 20 عنصر من حزب الكتائب. وبعد ذلك تم اسكان اللاجئين الفلسطينيين في البلدة الا انهم طردوا منها أثناء حرب لبنان 1982.
من ضحايا المجزرة كانت خطيبة إيلي حبيقة وعائلته ووصل عدد القتلى 684 قتيل.و بعد المجزرة بحوالي 7 سنوات قامت كتيبة حزب القوات البنانية التابعة لدامور بقيادة إيلي حبيقة بارتكاب مجزرة صبرا وشاتيلا.

## المسؤولون عن المجزرة
هناك الكثير من الادعاءات المتناقضة حول الميليشيات المسؤولة عن الحادث بالتحديد. من الواضح أن الميليشيات كانت فلسطينية لكن هناك مصادر ترجح مشاركة فصائل فلسطينية مدعومة من سوريا.
يدعي روبرت فيسك أن سعيد مراغة القيادي في فتح، والذي أنشأ لاحقاً فتح الانتفاضة المنشقة من فتح والمدعومة من سوريا، هو من قاد الهجوم.
بينما يدعى آخرون ان منظمة الصاعقة المتمركزة في سوريا والمدعومة منها هي التي قامت بالمجزرة بأوامر مباشرة من سوريا. ولكن الواضح ان المليشيات كانت من منظمة التحرير لانها قامت بوضع بوسترات لياسر عرفات على جدران المنازل.